# گنبد (بستان‌آباد)
گنبد یکی از روستاهای استان آذربایجان شرقی است که در دهستان عباس غربی بخش تیکمه‌داش شهرستان بستان‌آباد واقع شده‌است.این روستا ۳۸۷ نفر جمعیت دارد.

## موقعیت
این روستا در 18 کیلومتری جنوب مرکز بخش (تیکمه داش)قرار دارد.